# Micronaclia rubrivittata
Micronaclia rubrivittata là một loài bướm đêm thuộc phân họ Arctiinae, họ Erebidae.